# Alphonse Péphau
Jean Alphonse Péphau, né le 1er juillet 1837 à Marsolan et mort le 12 octobre 1921 au Vésinet, est un administrateur français.

## Biographie
Péphau a commencé ses études au lycée d’Auch, puis les a continuées au lycée de Cahors, où il s’est lié d’une amitié indéfectible avec Léon Gambetta. Monté à Paris pour faire son droit, il a obtenu sa licence. Ce diplôme en poche, il est entré, par concours, le 1er juillet 1859, au ministère des Finances, comme chef de section à la direction générale de la comptabilité publique.
Le 4 septembre 1870, Gambetta, devenu ministre de l’Intérieur pendant le siège de 1870, l’a fait rejoindre, le 5 septembre 1870, son administration, à la direction à l’Intérieur de l’ordonnancement des dépenses de la garde mobile, de la garde nationale de Paris et des corps francs. Comme délégué du ministère des Finances, il le chargea du soin d’assurer la subsistance et le logement des habitants des communes suburbaines réfugiés dans Paris, mission dont il s’est acquitté avec zèle et intelligence.
Le 7 novembre 1871, il a fondé, avec Gambetta et l’élite de ses amis politiques, la République française, puis, le 12 avril 1876, la Petite République,.
Appelé, le 20 septembre 1878, à la direction de l’hospice national des Quinze-Vingts, il a été installé le 1er octobre suivant. À partir de cette époque, il a introduit, dans cet établissement, d’utiles innovations et des améliorations successives procurant le bien-être de ses sujets, qui lui ont valu le titre de « roi des aveugles » de la part de l’inspecteur général des asiles Augustin Constans.
Au lieu de se contenter de diriger et l’administrer paternellement les 600 000 francs de revenus annuels de la maison, sous l’égide du ministre de l’intérieur, il a étendu son intérêt à des aveugles du dehors, en leur accordant des pensions externes variant de 100 à 200 francs par an.
Les ressources financières des Quinze-Vingts étant insuffisantes pour secourir, en dehors des 300 pensionnaires, les 1 800 aveugles externes, avec son ami le Dr Fieuzal, ophtalmologue de l’hospice des Quinze-Vingts, il a étudié le projet d’installer une clinique ophtalmologique nationale et un laboratoire d’histologie pour diminuer, dans la mesure du possible, le nombre toujours augmentant des aveugles.
Grâce à son activité, il a fondé, sous le patronage du sénateur Léon Say, et d’autres notabilités, la Société d’Assistance pour les aveugles qui a été reconnue d’utilité publique, en 1886. Sous son impulsion, cette Société d’Assistance a donné : la clinique nationale des Quinze-Vingts en 1880, le pavillon d’isolement et l’école Braille de Saint-Mandé. La Clinique recevait et opérait gratuitement tous les Français indigents dont la cécité paraissait curable.
Il a ensuite fondé l’École Braille à Maisons-Alfort, école professionnelle apprenant un métier aux non-voyants. Comme complément, le conseil municipal, sous son inspiration, a décidé la création d’un atelier-asile annexé à l’École. Il a porté toute sa vie le titre de directeur honoraire des Quinze-vingts avec fierté.
Le 18 octobre 1894, le Conseil général de la Seine lui a décerné, pour le dévouement et l’abnégation au-dessus de tous éloges, une médaille d’or d’une valeur de 200 francs. Nommé chevalier de la Légion d’honneur, le 13 juillet 1890, il a été promu officier, le 30 juillet 1896, et Commandeur le 4 janvier 1904 . Le 24 juillet 1900, la Roumanie l’a décoré l’ordre de la couronne de Roumanie.

## Publications
- Monographie de l’École Braille à Saint-Mandé (Seine), Paris, impr. de Larousse, 1899, 80 p., in-4°, fig., pl. et portr. (OCLC 37928315, lire en ligne sur Gallica)
- Monographie de la clinique ophtalmologique des Quinze-Vingts  (préf. Henri Monod), Paris, Impr. de Chamerot et Renouard, 1901, viii-31, figure, et portraits, in-8° (OCLC 457408640, lire en ligne)Extrait de la Revue philanthropique, du 10 février 1901.